# Aristolochia macroura
Aristolochia macroura Ortega – gatunek rośliny z rodziny kokornakowatych (Aristolochiaceae Juss.). Występuje naturalnie w Argentynie, Paragwaju oraz Brazylii (w stanu Bahia aż po stan Parana).

## Morfologia
PokrójBylina pnąca.
LiścieMają potrójnie klapowany kształt. Mają 4,5–14,5 cm długości oraz 5–16,5 cm szerokości. Nasada liścia ma ucięty kształt. Całobrzegie, z ostrym lub spiczastym wierzchołkiem. Są owłosione od spodu. Ogonek liściowy jest nagi i ma długość 2–6 cm.
KwiatyPojedyncze. Wydzielają nieprzyjemny zapach.
OwoceTorebki o jajowatym kształcie. Mają 4,5–8,5 cm długości i 1,5–3 cm szerokości.

## Biologia i ekologia
Rośnie na wybrzeżu i terenach otwartych.